# Dzika rodzinka (film)
Dzika rodzinka (ang. The Wild Thornberrys Movie, 2002) – amerykański pełnometrażowy film animowany, wyprodukowany przez Nickelodeon. Film został wydany w wersji lektorskiej oraz z dubbingiem.

## Fabuła
W samym sercu Afryki Dzika Rodzinka filmuje swój emocjonujący program o życiu dzikich zwierząt. Są gotowi na wszystko, mają świetnie wyposażony samochód terenowy oraz córkę obdarzoną tajemniczym darem, gdyż rozumie mowę zwierząt dzięki tajemniczemu szamanowi. Jednak jak wiadomo dżungla nie jest miejscem bezpiecznym. Bohaterowie muszą zmierzyć się z naturą.

## Wersja polska
Opracowanie wersji polskiej: na zlecenie Canalu+ – Start International Polska

Reżyseria: Paweł Galia Joanna Wizmur

Dialogi polskie: Joanna Serafińska

Dźwięk i montaż: Jerzy Wierciński

Kierownictwo produkcji: Paweł Araszkiewicz

Udział wzięli:
- Joanna Jabłczyńska − Eliza
- Jacek Bończyk − Darwin
- Joanna Węgrzynowska − Debbie
- Ewa Serwa − Marianna
- Mirosława Krajewska − Cordelia
- Jarosław Boberek − Nigel
- Dariusz Odija − Sloan Blackburn

oraz
- Izabela Dąbrowska − Bree Blackburn
- Katarzyna Dąbrowska
- Wojciech Dąbrowski
- Małgorzata Puzio
- Joanna Pierzak
- Joanna Jędryka
- Michał Sitarski
- Piotr Bajor
- Michał Posdiałdo
- Stanisław Brudny − Gomo
- Kajetan Lewandowski − Tally
- Cezary Kwieciński
- Marysia Musical
- Agnieszka Kunikowska − Sarah Wellington
- Ilona Kucińska
- Ilona Kuśmierska
- Mieczysław Morański − Radcliffe
- Barbara Boñczyk
- Mikołaj Müller − Szaman Mnyambo
- Jacek Mikołajczak − Nosorożec
- Aleksander Mikołajczak
- Zbigniew Konopka − Piorun
- Łukasz Konopka